# سفیان شاکلا
سفیان شاکلا (انگلیسی: Sofian Chakla؛ زادهٔ ۲ سپتامبر ۱۹۹۳) بازیکن فوتبال اهل مراکش است.
از باشگاه‌هایی که در آن بازی کرده‌است می‌توان به باشگاه فوتبال ویارئال اشاره کرد.
وی همچنین در تیم‌های ملی فوتبال زیر ۲۰ سال مراکش و مراکش بازی کرده‌است.